# 穴川 (千葉市)
穴川（あながわ）は、千葉県千葉市稲毛区の地名。現行行政地名は穴川一丁目から穴川四丁目。郵便番号は263-0024。

## 地理
稲毛区域南部に位置し、稲毛区轟町、天台、穴川町、小仲台、黒砂台、弥生町と隣接する。町内には稲毛区役所が置かれている。教育施設が多数あるため隣接する轟町などとともに「文教地区」とも呼ばれる。

### 地価
住宅地の地価は、2014年（平成26年）1月1日に公表された公示地価によれば、穴川4-3-3の地点で15万円/m2となっている。

## 世帯数と人口
2017年（平成29年）9月30日現在の世帯数と人口は以下の通りである。
| 丁目       | 世帯数    | 人口    |
| ---------- | --------- | ------- |
| 穴川一丁目 | 664世帯   | 1,531人 |
| 穴川二丁目 | 902世帯   | 1,883人 |
| 穴川三丁目 | 502世帯   | 924人   |
| 穴川四丁目 | 273世帯   | 663人   |
| 計         | 2,341世帯 | 5,001人 |

## 小・中学校の学区
市立小・中学校に通う場合、学区は以下の通りとなる。
| 丁目       | 番地     | 小学校               | 中学校               |
| ---------- | -------- | -------------------- | -------------------- |
| 穴川一丁目 | 全域     | 千葉市立轟町小学校   | 千葉市立轟町中学校   |
| 穴川二丁目 | 全域     | 千葉市立轟町小学校   | 千葉市立轟町中学校   |
| 穴川三丁目 | 11〜13番 | 千葉市立千草台小学校 | 千葉市立千草台中学校 |
| 穴川三丁目 | その他   | 千葉市立轟町小学校   | 葉市立轟町中学校     |
| 穴川四丁目 | 全域     | 千葉市立轟町小学校   | 葉市立轟町中学校     |

## 交通
- 国道126号
- 千葉県道72号
- 千葉県道133号
- 文教通り

## 施設
- 稲毛区役所
- 穴川コミュニティセンター
- 千葉市消防局稲毛消防署

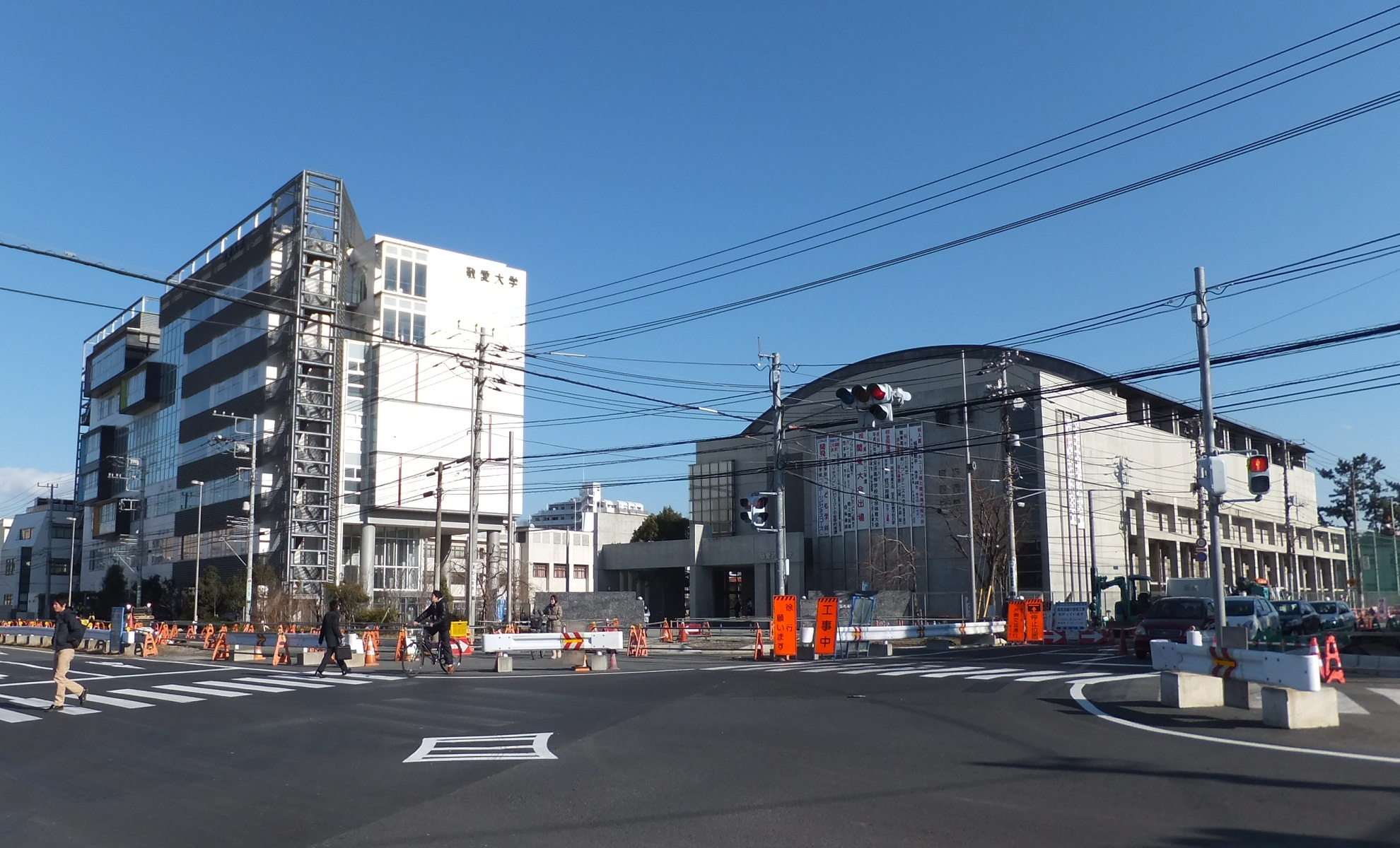
敬愛大学

- 国立研究開発法人量子科学技術研究開発機構放射線医学総合研究所
- 敬愛大学
- 千葉県立京葉工業高等学校
- 敬愛学園高等学校
- 弥生幼稚園
- 穴川神社